# Mitchell Mann
Mitchell Mann (Birmingham, 26 de diciembre de 1991) es un jugador de snooker inglés.

## Biografía
Nació en la ciudad inglesa de Birmingham en 1991. Es jugador profesional de snooker desde 2019. No se ha proclamado campeón de ningún torneo de ranking, y su mayor logro hasta la fecha fue alcanzar las semifinales del Paul Hunter Classic de 2017, en las que cayó derrotado (1-4) ante Michael White. Tampoco ha logrado hilar ninguna tacada máxima, y la más alta de su carrera está en 142.